# Vairon de la Garonne
Phoxinus dragarum
Espèce
Statut de conservation UICN

 NE : Non évalué
Le Vairon de la Garonne (Phoxinus dragarum) est une espèce de poissons d'eau douce et saumâtre actinoptérygiens de la famille des Leuciscidae.

## Description
Ce vairon peut mesurer 66,5 mm de long en longueur standard (SL).

## Répartition
Ce poisson d'eau douce est originellement endémique du bassin de la Garonne, dans le Sud-Ouest de la France,.
Il a été introduit dans les bassins de l'Èbre et du Guadalquivir, respectivement dans le Nord et le Sud de l'Espagne,.

## Taxonomie

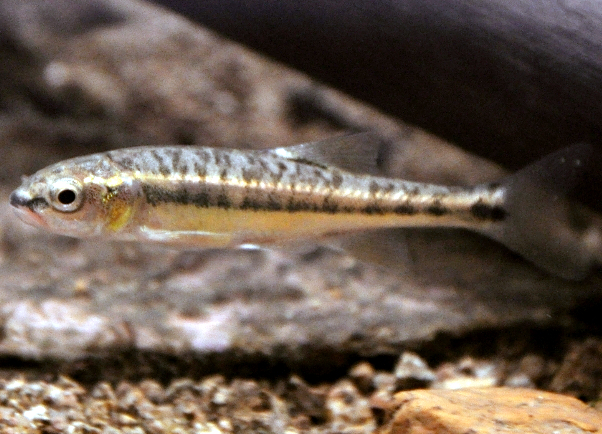
Le Vairon de la Garonne a été distingué en 2020 du Vairon commun, ici photographié.

L'espèce a été décrite en 2020 par les biologistes Gaël P. J. Denys (d), Agnès Dettaï (d), Henri Persat (d), Piotr Daszkiewicz (d), Mélyne Hautecœur et Philippe Keith (d), en même temps que le Vairon ligérien (Phoxinus fayollarum).
Le nom vernaculaire attesté en français est « Vairon de la Garonne »,.
Il a été distingué du Vairon commun (P. phoxinus), qui a une aire de répartition plus septentrionale en Europe.

### Étymologie
L'épithète spécifique dragarum fait référence aux Dragas, fées du folklore occitan et compagnons du Drac, créature légendaire vivant dans les ruisseaux de l'Ariège, département traversé par le bassin de la Garonne.

### Publication originale
- (en) Gaël P. J. Denys, Agnès Dettaï, Henri Persat, Piotr Daszkiewicz, Mélyne Hautecœur et Philippe Keith, « Revision of Phoxinus in France with the description of two new species (Teleostei, Leuciscidae) », Cybium, Paris, Société française d'ichtyologie, vol. 44, no 3,‎ octobre 2020, p. 205-237 (DOI 10.26028/cybium/2020-443-003, lire en ligne [PDF], consulté le 7 mai 2024) (protologue).